# 自由路 (台中市區)

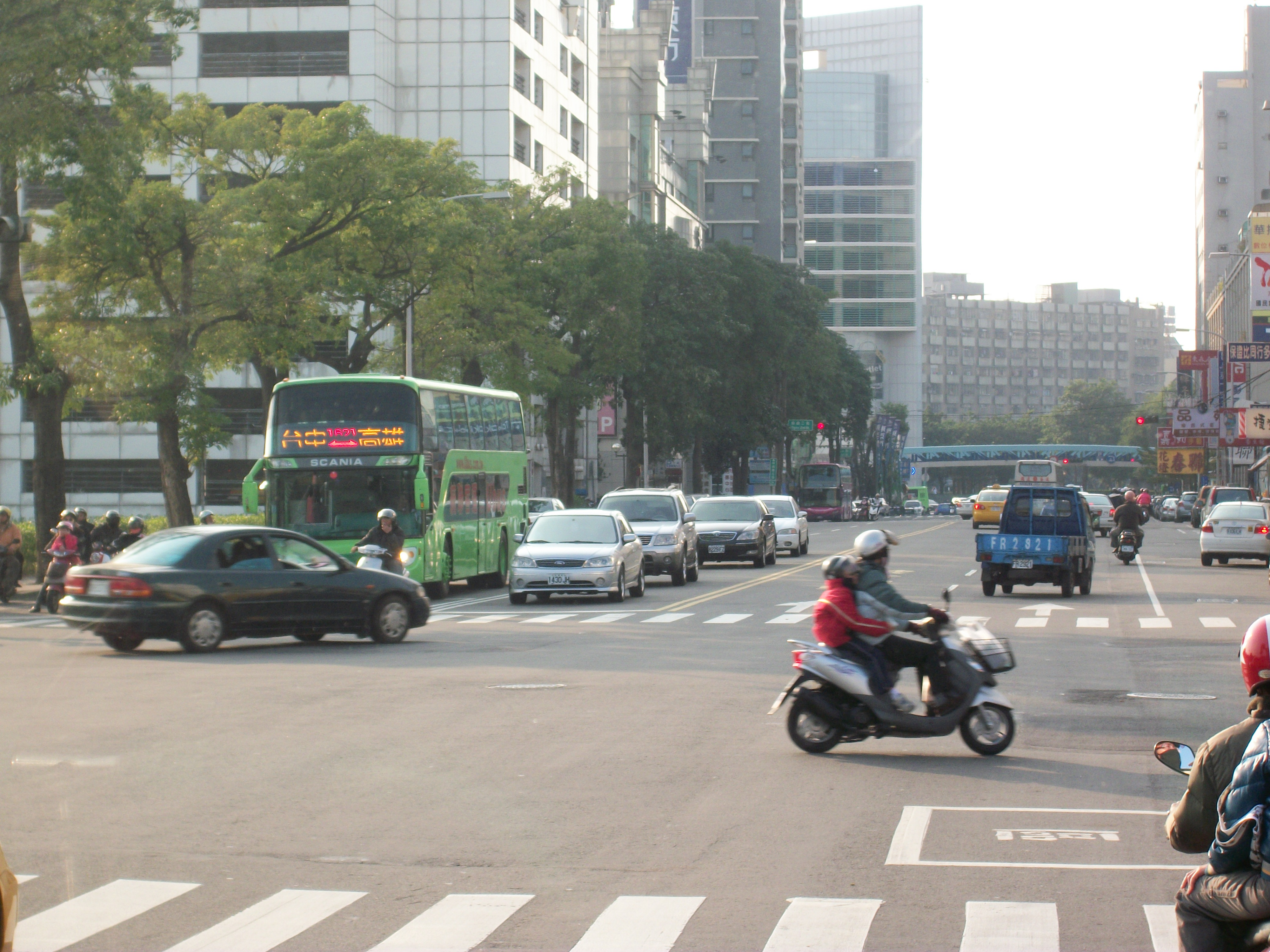
自由路三段與復興路五段路口

自由路為台中市重要道路之一，台灣日治時期市區部分稱致祥街，大致呈東西向，共分四段，東抵台中生活圈四號道路，西接南屯路、三民路與三民西路三叉路口。自由路二段是自由路糕餅商圈，也曾為台中市百貨公司林立之區域。

## 行經行政區域
（由西到東）
- 西區
- 中區
- 北區
- 東區

## 分段
- 一段：南屯路、三民路、三民西路三叉路口—民權路
- 二段：民權路─雙十路
- 三段：雙十路─南京東路
- 四段：東光路─環中東路

## 車道配置
- 三民路─進化路：雙向四車道
- 進化路─台中生活圈四號道路：雙向二車道

## 本道路客運

### 去程返程同路線
| 路線號碼 | 營運區間                         | 營運業者 | 行使區間                                                  |
| 18       | 統聯朝馬轉運站－大智公園         | 統聯客運 | 西起雙十路，東至建成路                                    |
| 33       | 僑光科技大學－高鐵台中站         | 台中客運 | 西起雙十路，東至進化路                                    |
| 41       | 公共資訊圖書館－慈明高中         | 台中客運 | 東起台灣大道，西至公園路                                  |
| 50       | 新民高中－921地震教育園區        | 統聯客運 | 東起民權路，西至林森路                                    |
| 51       | 莒光新城－大坑9號步道口          | 豐原客運 | 東起民權路，西至林森路                                    |
| 55       | 豐原－地方法院(光明國中)         | 豐原客運 | 東起民權路，西至林森路                                    |
| 59       | 新民高中－舊正                   | 統聯客運 | 東起民權路，西至林森路                                    |
| 71       | 臺中洲際棒球場－植物園〈西屯路〉 | 台中客運 | 東起民權路，西至林森路                                    |
| 75       | 臺中榮總－一江橋                 | 統聯客運 | 西段：東起民權路，西至林森路 東段：西起雙十路，東至建成路 |
| 105      | 龍井－四張犁                     | 中鹿客運 | 東起台灣大道，西至公園路                                  |

### 去返程不同路線
| 路線號碼 | 營運區間                             | 營運業者   | 備註                                                              |
| 27       | 臺中車站－嶺東科技大學               | 台中客運   | 經公益路、朝馬                                                    |
| 30       | 臺中車站－嶺東科技大學               | 仁友客運   | 南屯幹線                                                          |
| 37       | 臺中車站－頂林厝                     | 中臺灣客運 | 頂林厝端終點為橫山                                                |
| 40       | 臺中車站－嶺東科技大學－中台新村     | 豐榮客運   | 南屯幹線                                                          |
| 41       | 綠川東站－勤益科技大學－和平橋       | 台中客運   | 北太平幹線，經臺灣體育大學、 臺中一中、國軍臺中總醫院             |
| 45       | 臺中車站－中科友達                   | 仁友客運   | 西屯幹線，經逢甲商圈                                              |
| 48       | 臺中車站－嶺東科技大學               | 豐榮客運   | 經台中工業區                                                      |
| 101      | 敦化公園－臺中車站－彰化車站         | 台中客運   | 復興彰化線，經高鐵台中站、 國立公共資訊圖書館、水湳               |
| 107      | 黎明新村－臺中車站－舊正（烏溪橋頭） | 台中客運   | 經惠文高中、公益路、中興路(大里)                                  |
| 125      | 僑光科技大學－高鐵台中站             | 中臺灣客運 | 西屯復興線                                                        |
| 158      | 高鐵台中站-竹仔坑                    | 全航客運   | 經大慶火車站、第二市場、第三市場、興大附中、修平科技大學          |
| 142      | 綠川東站－豐年社區                   | 台中客運   | 北太平支線，於宜欣社區轉彎， 經新平路轉東平路至豐年里（豐年社區） |
| 163      | 綠川東站－屯區藝文中心－可樂新城     | 台中客運   | 北太平支線，於環太東路轉長安路， 行經花園新城、可樂新城           |

## 沿線設施
（由西至東）
南屯路
自由路一段
- 公館公園

公館路－學府路
建國北路三段
台鐵台中線
- 臺中市立光明國民中學
- 臺灣臺中地方檢察署觀護人室

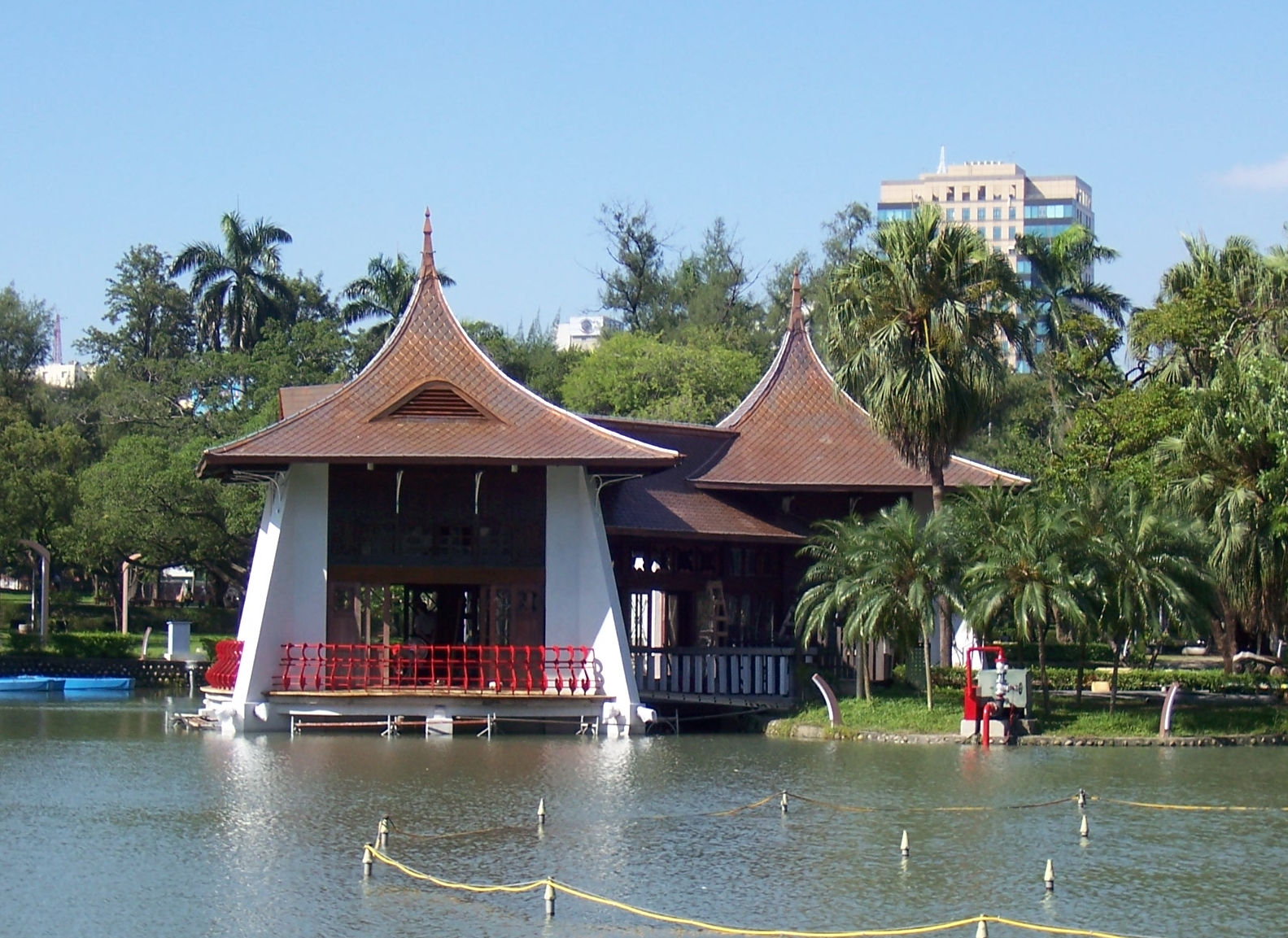
台中公園湖心亭

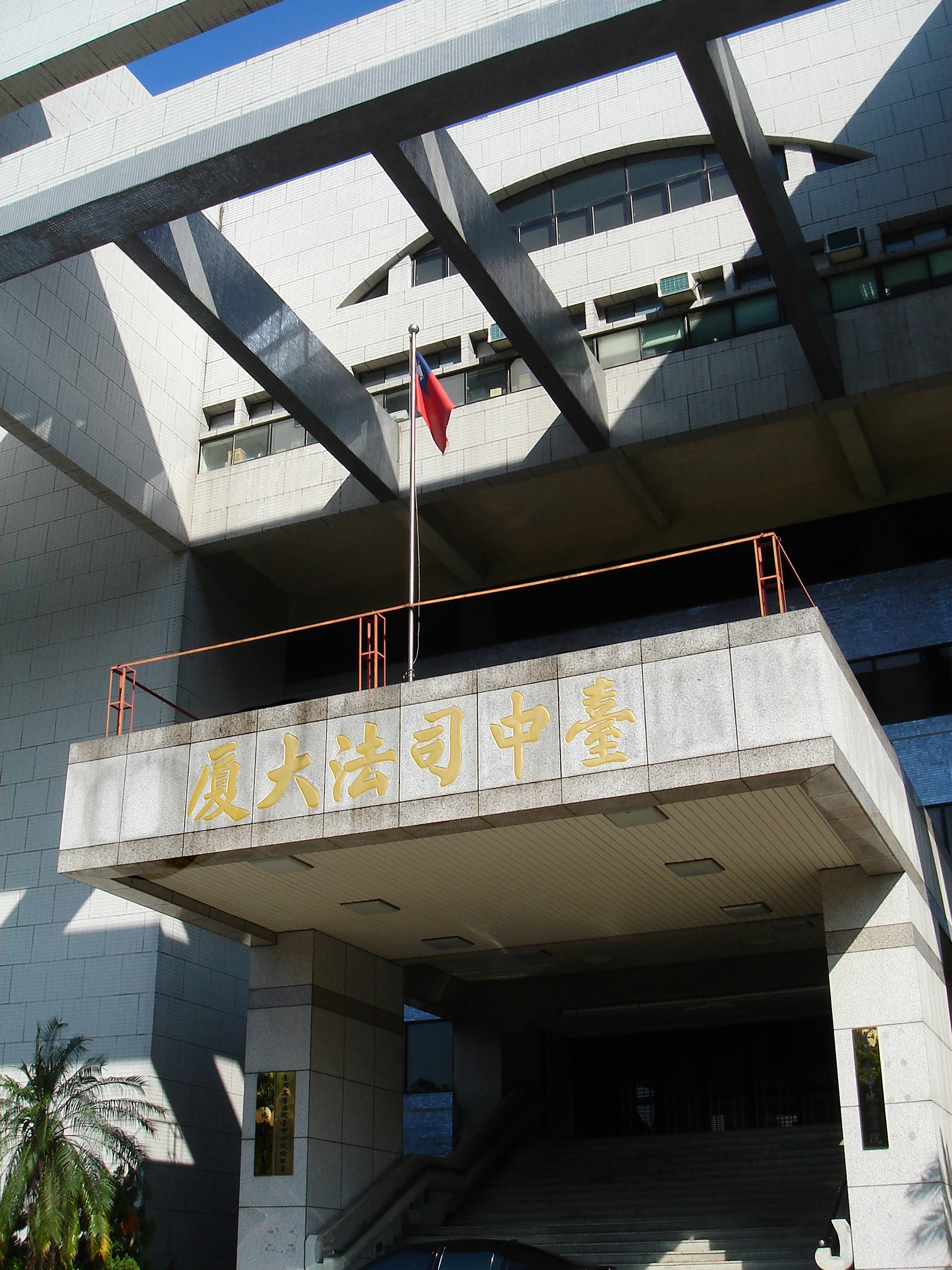
位於林森路與自由路口的臺灣臺中地方法院

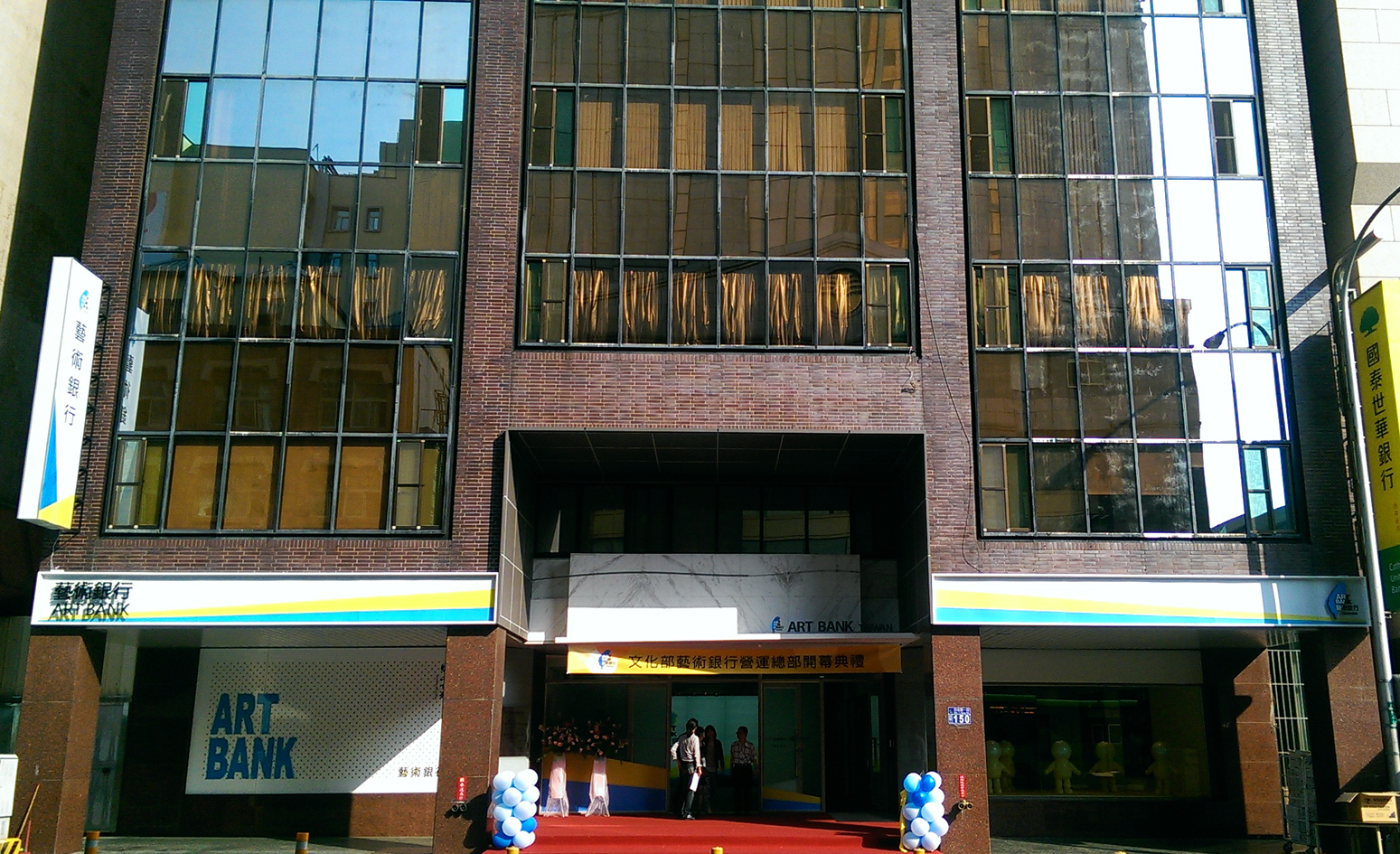
文化部藝術銀行（原行政院新聞局地方新聞處／臺灣省政府新聞處）

- 刑務所官舍群文化園區（台中刑務所演武場、臺中刑務所典獄官舍、臺中刑務所浴場、臺中刑務所官舍群）

林森路
- 台中司法大廈（臺灣臺中地方法院、臺灣高等檢察署臺中檢察分署、臺灣臺中地方檢察署）
- 兒童福利聯盟文教基金會中區辦事處
- 市立臺中女中
- 臺中市西區大同國民小學
- 臺中市立居仁國民中學
- 台灣銀行台中分行
- 第一銀行台中分行
- 藝術銀行大樓
  - 文化部藝術銀行總部
  - 行政院新聞傳播處地方新聞科
  - 臺中市選舉委員會
  - 臺中市政府交通局車輛行車事故鑑定委員會
- 國泰世華銀行台中分行
- 永豐銀行台中分行
- 台中商業銀行總部

民權路
自由路二段
- 合作金庫商業銀行新中分行
- 臺灣土地銀行台中分行
- 原臺中市政府第二辦公大樓（原永琦百貨台中店）
- 彰化銀行營業部（原總部，市定古蹟）

臺灣大道一段
- 錢櫃台中店
- 遠東國際商業銀行自由分行
- 台灣電力公司台中區營業處
- 台中公園
- 日曜天地Outlet
- Holiday Inn Express 臺中公園智選假日飯店 （页面存档备份，存于）

雙十路
自由路三段
- 瑞成書局
- 干城重劃區
  - 國防部福利事業管理處台中福利站
  - 建國臨時市場
  - 干城公園

進化路
- 中國醫藥大學附設醫院台中東區分院
- 南天宮

南京路、南京東路一段
自由路四段
台鐵台中線
東光路
旱溪西路一段
旱溪
旱溪東路一段
- 臺中市第九期市地重劃區
- 新天地西洋博物館

十甲東路
環中東路四段
中彰快速道路